# Octomeria rotundiglossa
Octomeria rotundiglossa là một loài thực vật có hoa trong họ Lan. Loài này được Hoehne mô tả khoa học đầu tiên năm 1937.